# Elecciones presidenciales de Tayikistán de 2020
Las elecciones presidenciales se celebraron en Tayikistán el 11 de octubre de 2020.  El resultado fue una quinta victoria consecutiva para el autoritario titular Emomali Rahmon, del Partido Democrático Popular, que fue reelegido con más del 90% de los votos.

## Sistema electoral
El presidente de Tayikistán es elegido por un período de siete años utilizando el sistema de balotaje; si ningún candidato recibe más del 50% de los votos, se lleva a cabo una segunda vuelta entre los dos primeros candidatos entre 15 y 31 días después. La participación de votantes debe exceder el 50% para que el resultado sea validado; si cae por debajo del umbral, se celebrarán nuevas elecciones.
Los candidatos deben reunir y enviar las firmas del 5% de los votantes registrados para poder participar en las elecciones.

## Candidatos
En el poder desde 1992, el presidente en ejercicio, Emomali Rahmon podía buscar un nuevo mandato. Se especulaba que su hijo Rustam Emomali o un aliado cercano podría competir si el no lo hacía. Ninguna elección en Tayikistán ha sido juzgada como libre y justa desde su independencia de la Unión Soviética, y Tayikistán es generalmente descrito por los medios internacionales como un estado autoritario.
En 2019, un médico retirado llamado Quvvatali Murodov intentó desafiar a Rahmon y sugirió que las autoridades "eliminaran las restricciones que dificultan la postulación a la presidencia".
En 2019, Sharofiddin Gadoev, líder del movimiento de oposición clandestino Grupo 24, dijo que había sido secuestrado en Rusia y llevado a Tayikistán. Informó que sus captores le dijeron que Rustam Emomali participaría en las elecciones de 2020.
El 3 de septiembre de 2020, Faromuz Irgashev, un abogado de 30 años de la Región Autónoma de Gorno-Badakhshan del este de Tayikistán, anunció su intención de postularse para la presidencia a través de un video de YouTube. Vinculó su decisión de postularse a haber presenciado abusos policiales.
Tras las especulaciones sobre si el hijo de Rahmon, Rustam, se presentaría como candidato presidencial, finalmente Rahmon fue nominado por el Partido Democrático Popular de Tayikistán en un congreso del partido el 3 de septiembre de 2020. Anteriormente, también fue nominado por el congreso de la Federación de Sindicatos Independientes el 26 de agosto y por la Unión de la Juventud de Tayikistán.
El 14 de septiembre, la Comisión Electoral Central (CEC) anunció que cinco hombres habían sido inscritos como candidatos en esta elección: Rustam Latifzoda (Partido Agrario), Abduhalim Ghafforov (Partido Socialista), Miroj Abdulloyev (Partido Comunista), Rustam Rahmatzoda (Partido de la Reforma Económica) y el propio Rahmon (Partido Democrático Popular). La candidatura de Irgashev fue rechazada por la Comisión Electoral porque no presentó su registro antes de la fecha límite. Todos los candidatos aprobados generalmente defienden posiciones progubernamentales, y ciertos observadores consideraron que eran meros figurantes. Por otro lado, se denunció que líderes opositores habían sido detenidos o habían debido abandonar el país. Algunas formaciones opositoras, como el Partido Socialdemócrata, optaron por boicotear los comicios.

## Desarrollo
El proceso electoral fue supervisado por 145 observadores internacionales pertenecientes a la Organización de Cooperación de Shanghái y la Comunidad de Estados Independientes, entre otras organizaciones.

## Resultados
| Candidato                          | Partido                                   | Votos     | %     |
| ---------------------------------- | ----------------------------------------- | --------- | ----- |
| Emomali Rahmon                     | Partido Democrático Popular de Tayikistán | 3.853.987 | 92.08 |
| Rustam Latifzoda                   | Partido Agrario                           | 128.182   | 3.06  |
| Rustam Rahmatzoda                  | Partido de la Reforma Económica           | 90.918    | 2.17  |
| Abduhalim Ghafforov                | Partido Socialista de Tayikistán          | 63.082    | 1.51  |
| Miroj Abdulloyev                   | Partido Comunista de Tayikistán           | 49.535    | 1.18  |
| Votos nulos/en blanco              | Votos nulos/en blanco                     | 53.135    | –     |
| Total                              | Total                                     | 4.238.839 | 100   |
| Votantes registrados/participación | Votantes registrados/participación        |           | 85.44 |
| Fuente: CEC                        |                                           |           |       |